# John Utaka
John Chukwudi Utaka (ur. 8 stycznia 1982 w Enugu) – piłkarz nigeryjski grający na pozycji napastnika.

## Kariera klubowa
Utaka jest wychowankiem klubu Enugu Rangers. W 1997 roku zadebiutował w pierwszej lidze Nigerii. Przez cały sezon był podstawowym napastnikiem i zdobył łącznie 11 goli dla tego klubu. W 1998 roku przeszedł do egipskiego El Mokawloon SC, gdzie spędził 2 lata. W 2000 roku grał w Ismaily SC i w 21 meczach strzelił 17 goli. Po roku gry wyjechał do katarskiego klubu Al Sadd, gdzie również osiągnął wysoką skuteczność zdobywając 12 bramek w 27 spotkaniach.
Jego gra nie przeszła niezauważona w Europie i już latem 2002 trafił do francuskiego RC Lens. Grał tam przez cztery pełne sezony w pierwszym składzie grając w ataku z Danielem Moreirą, Danielem Cousinem czy Dagui Bakarim. W sezonie 2004/2005 był najskuteczniejszym graczem zespołu z 12 golami na koncie, co spowodowało, że latem za 6 milionów euro przeszedł do Stade Rennais FC. Tam także był gwiazdą drużyny tworząc skuteczny atak ze Szwajcarem Alexandrem Freiem. W lutym 2006 w dwóch kolejnych meczach (z Lens i Olympique Lyon) zdobył hat-tricki i otrzymał nagrodę Piłkarza Miesiąca. W sezonie 2005/2006 strzelił 11 goli, podobnie jak w następnym 2006/2007. W lipcu 2007 podpisał czteroletni kontrakt z angielskim Portsmouth F.C. Angielski klub zapłacił za niego około 10 milionów euro.
W latach 2011–2013 występował w Montpellier HSC. W sezonie 2011/2012 wywalczył z nim tytuł mistrza Francji. Latem 2013 przeszedł do Sivassporu, gdzie spędził dwa lata. Następnie był zawodnikiem takich klubów jak: ponownie Ismaily SC (2015/2016), Nogoom FC (2016), Aswan SC (2017), CS Sedan (2017-2018) i znów Nogoom FC (2019-2020), w którym zakończył karierę.
| Sezon   | Klub             | Kraj    | Rozgrywki              | Mecze | Bramki | Rozgrywki Europy   | Mecze | Bramki |
| ------- | ---------------- | ------- | ---------------------- | ----- | ------ | ------------------ | ----- | ------ |
| 1996/97 | Enugu Rangers    | Nigeria | N.Premier League       | ?     | ?      | -                  | -     | -      |
| 1997/98 | El Mokawloon SC  | Egipt   | E.Premier League       | 24    | 4      | -                  | -     | -      |
| 1998/99 | El Mokawloon SC  | Egipt   | E.Premier League       | 21    | 7      | -                  | -     | -      |
| 1999/00 | Ismaily SC       | Egipt   | E.Premier League       | 26    | 17     | -                  | -     | -      |
| 2000/01 | Ismaily SC       | Egipt   | E.Premier League       | 21    | 7      | -                  | -     | -      |
| 2001/02 | Al Sadd          | Katar   | Q-League               | 27    | 14     | -                  | -     | -      |
| 2002/03 | RC Lens          | Francja | Ligue 1                | 36    | 8      | Liga Europy UEFA   | 8     | 2      |
| 2003/04 | RC Lens          | Francja | Ligue 1                | 32    | 4      | Liga Mistrzów UEFA | 6     | 2      |
| 2004/05 | RC Lens          | Francja | Ligue 1                | 34    | 12     | -                  | -     | -      |
| 2005/06 | Stade Rennais FC | Francja | Ligue 1                | 28    | 11     | Liga Europy UEFA   | 6     | 0      |
| 2006/07 | Stade Rennais FC | Francja | Ligue 1                | 35    | 11     | -                  | -     | -      |
| 2007/08 | Portsmouth       | Anglia  | Premier League         | 29    | 5      | -                  | -     | -      |
| 2008/09 | Portsmouth       | Anglia  | Premier League         | 18    | 1      | Liga Europy UEFA   | 1     | 0      |
| 2009/10 | Portsmouth       | Anglia  | Premier League         | 18    | 1      | -                  | -     | -      |
| 2010/11 | Portsmouth       | Anglia  | FL Championship        | 25    | 3      | -                  | -     | -      |
| 2010/11 | Montpellier HSC  | Francja | Ligue 1                | 11    | 0      | Liga Europy UEFA   | 0     | 0      |
| 2011/12 | Montpellier HSC  | Francja | Ligue 1                | 35    | 7      | -                  | -     | -      |
| 2012/13 | Montpellier HSC  | Francja | Ligue 1                | 28    | 6      | Liga Mistrzów UEFA | 2     | 0      |
| 2013/14 | Sivasspor        | Turcja  | Süper Lig              | 22    | 9      | -                  | -     | -      |
| 2014/15 | Sivasspor        | Turcja  | Süper Lig              | 25    | 3      | -                  | -     | -      |
| 2015/16 | Ismaily SC       | Egipt   | E.Premier League       | 0     | 0      | -                  | -     | -      |
| 2016/17 | Nogoom FC        | Egipt   | II liga                | ?     | ?      | -                  | -     | -      |
| 2016/17 | Aswan SC         | Egipt   | E.Premier League       | 12    | 2      | -                  | -     | -      |
| 2017/18 | CS Sedan         | Francja | Championnat National 2 | 14    | 0      | -                  | -     | -      |
| 2019/20 | Nogoom FC        | Egipt   | II liga                | ?     | ?      | -                  | -     | -      |

## Kariera reprezentacyjna
W reprezentacji Nigerii Utaka zadebiutował 16 czerwca 2001 roku w wygranym 2:0 meczu z Namibią, rozegranym w ramach eliminacji do Pucharu Narodów Afryki 2002. Na turniej jednak nie pojechał, ale został powołany do 23-osobowej kadry na MŚ 2002, gdzie wystąpił w przegranym 1:2 meczu ze Szwecją. Pierwszego gola w kadrze strzelił 29 marca 2003 w wygranym 1:0 wyjazdowym spotkaniu z Malawi. W 2004 roku zajął z Nigerią 3. miejsce w Pucharze Narodów Afryki 2004. Od 2002 do 2012 rozegrał w kadrze narodowej 48 meczów i strzelił 6 goli.

## Sukcesy

### Klubowe
- Ismaily SC
  - Puchar Egiptu: 2000
- Portsmouth F.C.
  - FA Cup: 2008
- Montpellier HSC
  - Ligue 1: 2012